# Бако, Кларк
Кларк Бако (англ. Clark Backo; род. 5 сентября 1993, Монреаль, Квебек) — канадская актриса, которая наиболее известна своей периодической ролью Рози, возлюбленной Уэйна, в телесериале «Леттеркенни» и главной ролью Эммы в телесериале AppleTV+ «Подменыш».

## Карьера
Она появлялась в телесериалах «Лекарство», «Пристрелите посланника», «21 гром», «Последний кандидат», «Вайнона Эрп», «Сверхъестественное» и «Рассказ служанки», а также в фильме «Счастливое место». За последнюю работу она была номинирована на премию ACTRA в 2021 году за выдающуюся женскую роль.
В 2022 году она снялась в художественном фильме «Я хочу вернуть тебя» вместе с Чарли Дэем, Дженни Слейт, Джиной Родригес, Скоттом Иствудом и Мэнни Хасинто.

## Личная жизнь
Она дочь музыканта Нджако Бако. В интервью 2020 года она отметила: «Я — всесторонний рассказчик, изначально вдохновленный постоянным повествованием моего камерунского поп-музыканта как через его музыку, так и через бесчисленные детские сказки, которые он создает и разыгрывает».

## Фильмография
| Год       |   | Русское название             | Оригинальное название      | Роль                         |
| --------- | - | ---------------------------- | -------------------------- | ---------------------------- |
| 2012      | с | Красавица и Чудовище         | Beauty & the Beast         | Украшенный Двадцать с чем-то |
| 2015      | с | Лекарство                    | Remedy                     | Рианна                       |
| 2015      | с | Хемлок Гроув                 | Hemlock Grove              | Лидия Лурдес                 |
| 2016      | ф | Последние дни Сэйди на Земле | Sadie's Last Days on Earth | Бреннан                      |
| 2015      | с | Пристрелите посланника       | Shoot the Messenger        | Аврил Тронг                  |
| 2016—2023 | с | Леттеркенни                  | Letterkenny                | Рози                         |
| 2017      | с | Вайнона Эрп                  | Wynonna Earp               | Шае                          |
| 2017      | с | 21 гром                      | 21 Thunder                 | Эмма Лавигёр                 |
| 2017      | с | Последний кандидат           | Designated Survivor        | Ава                          |
| 2017—2018 | с | Сверхъестественное           | Supernatural               | Пейшенс Тёрнер               |
| 2018      | ф | Семь минут в раю             | Seven in Heaven            | Нелл                         |
| 2018      | с | Рассказ служанки             | The Handmaid's Tale        | Женевив                      |
| 2019      | ф | Случайные акты насилия       | Random Acts of Violence    | мать Тодда                   |
| 2019      | с | Горячая зона                 | The Hot Zone               | Лиз Геллис                   |
| 2020      | ф | Счастливое место             | Happy Place                | Самира                       |
| 2021      | ф | Изгои                        | Outsiders                  | Амира                        |
| 2021      | с | Станция одиннадцать          | Station Eleven             | Чарли                        |
| 2022      | ф | Я хочу вернуть тебя          | I Want You Back            | Джинни                       |
| 2022      | с | Майк                         | Mike                       | Моника Тёрнер                |
| 2023      | с | Подменыш                     | The Changeling             | Эмма «Эмми» Валентайн        |
| 2024      | ф | Веном: Последний танец       | Venom: The Last Dance      | Сэди Кристмас                |